# Зоопарк Ханчжоу
Зоопарк Ханг-джоу (杭州 动物园 Háng-zhōu dòng-wù-yuán) — зоопарк у місті Ханчжоу，в столиці провінції Чжецзян. Заснований у 1958 році, відновлений у жовтні 1975 року. Займає територію 20 гектарів та утримує понад 200 видів тварин загальною кількістю понад 2 тис. особин. Улаштування та обладнання зоопарку відповідає міжнародним стандартам ISO. Належить до «найкрасивіших зоопарків світу». Всесвітньої відомості зоопарк набув у 1998, з популяризацією наукових робіт з дослідження та розведення диких рідкісних тварин, а також із початком щоденних показів дресованих тварин. З 2000 року тут працює шоу морських левів.

## Події
- 29 лютого 2004 за 4 години у маньчжурської тигриці народилися 6 дитинчат, що є рідкісним явищем для цього виду тварин. 4-річна тигриця вже не вперше стає «багатодітною матусею». У першу вагітність вона народила 4 тигреня, з яких вижили троє. Другий раз у неї народилася трійня і всі вижили. У зв'язку з тим, що тигриці не може вигодувати відразу 6 дитинчат, співробітникам зоопарку довелося на час розлучити щасливу родину і поселити трьох новонароджених окремо для штучного вигодовування собачим молоком.

- 25 вересня 2008 левеня та двоє дитинчат орангутана захворіли внаслідок вживання молока з небезпечним рівнем меламіну. В цих тварин розвинулися камені у нирках як результат того, що вони понад рік, з самого народження вигодовувалися розведеним молоком виробництва компанії Санлу (Sanlu). Звірята були перевезені у ветеринарну клініку для обстеження, хоча негативного впливу цього молока на інших мешканців зоопарку немає. Представники зоопарків Пекіну, Шанхая, Гуанчжоу та Сіаня теж не виявили жодних відхилень здоров'я своїх тварин. Особливо зазначалося, що ведмежата панди у заповіднику Вулунг розчинене молоко не вживають.